# Болгарська хокейна ліга 2015—2016
Болгарська хокейна ліга 2015—2016 — 64-й розіграш чемпіонату БХЛ. Регулярний чемпіонат стартував у 2015 році. В сезоні 2015—16 брали участь чотири клуби.

## Регулярний сезон
| М  | Команда          | І | В | ВО | ПО | П | Ш     | О  |
| -- | ---------------- | - | - | -- | -- | - | ----- | -- |
| 1. | СК «Ірбіс Скейт» | 5 | 5 | 0  | 0  | 0 | 40:12 | 15 |
| 2. | «Славія» (Софія) | 5 | 3 | 0  | 0  | 2 | 19:18 | 9  |
| 3. | ЦСКА (Софія)     | 3 | 1 | 0  | 0  | 2 | 9:12  | 3  |
| 4. | НСА (Софія)      | 5 | 0 | 0  | 0  | 5 | 13:39 | 0  |

Джерело: eurohockey [Архівовано 26 січня 2016 у Wayback Machine.]

Скорочення: М = підсумкове місце, І = ігри, В = перемоги, ВО = перемога в овертаймі або по булітах, ПО = поразки в овертаймі або по булітах, П = поразки, Ш = закинуті та пропущені шайби, О = набрані очки